# Laut
Laut – wyspa na Cieśninie Makasarskiej w Indonezji u południowo-wschodniego wybrzeża Borneo; powierzchnia 2062 km², ok. 80 tys. mieszkańców. 
Od Borneo oddzielona cieśniną Laut. Południowa część wyspy nizinna, północna górzysta (wysokość do 725 m n.p.m.). Uprawa pieprzu i kauczukowca, rybołówstwo; główne miasto Kota Baru.
Administracyjnie należy do prowincji Borneo Południowe; stanowi część dystryktu Kota Baru.